# Isuf Luzaj
 (juillet 2023).
La mise en forme du texte ne suit pas les recommandations de Wikipédia : il faut le « wikifier ».
Les points d'amélioration suivants sont les cas les plus fréquents. Le détail des points à revoir est peut-être précisé sur la page de discussion.
- Les titres sont pré-formatés par le logiciel. Ils ne sont ni en capitales, ni en gras.
- Le texte ne doit pas être écrit en capitales (les noms de famille non plus), ni en gras, ni en italique, ni en « petit »…
- Le gras n'est utilisé que pour surligner le titre de l'article dans l'introduction, une seule fois.
- L'italique est rarement utilisé : mots en langue étrangère, titres d'œuvres, noms de bateaux, etc.
- Les citations ne sont pas en italique mais en corps de texte normal. Elles sont entourées par des guillemets français : « et ».
- Les listes à puces sont à éviter, des paragraphes rédigés étant largement préférés. Les tableaux sont à réserver à la présentation de données structurées (résultats, etc.).
- Les appels de note de bas de page (petits chiffres en exposant, introduits par l'outil «  Source ») sont à placer entre la fin de phrase et le point final[comme ça].
- Les liens internes (vers d'autres articles de Wikipédia) sont à choisir avec parcimonie. Créez des liens vers des articles approfondissant le sujet. Les termes génériques sans rapport avec le sujet sont à éviter, ainsi que les répétitions de liens vers un même terme.
- Les liens externes sont à placer uniquement dans une section « Liens externes », à la fin de l'article. Ces liens sont à choisir avec parcimonie suivant les règles définies. Si un lien sert de source à l'article, son insertion dans le texte est à faire par les notes de bas de page.
- La présentation des références doit suivre les conventions bibliographiques. Il est recommandé d'utiliser les modèles {{Ouvrage}}, {{Chapitre}}, {{Article}}, {{Lien web}} et/ou {{Bibliographie}}. Le mode d'édition visuel peut mettre en forme automatiquement les références.
- Insérer une infobox (cadre d'informations à droite) n'est pas obligatoire pour parachever la mise en page.

Pour une aide détaillée, merci de consulter Aide:Wikification.
Si vous pensez que ces points ont été résolus, vous pouvez retirer ce bandeau et améliorer la mise en forme d'un autre article.
 (octobre 2023).
Isuf Luzaj (Kanina, [21 février 1913 - Chicago, 25 novembre 2000) était un éducateur, écrivain, nationaliste et militant anticommuniste en exil.

## Vie
Il est né à Kanina le 21 février 1913 dans une famille religieuse, son père était le imam du village. Il a terminé l'école primaire à Vlora en 1926, tandis qu'il a fréquenté le lycée à Shkodër, où il l'a terminé en 1933. En deuxième année, il a remporté une bourse du gymnase pour étudier à l’extérieur , il a demandé une bourse mais elle a été rejetée. Afin d'étudier, il a été contraint de vendre sa part de terre.
En 1933, il se rend à Paris. Après avoir été inscrit et avoir terminé ses études secondaires, il a été inscrit à l'Université de la Sorbonne. En raison d'une impossibilité économique, il est contraint d'abandonner ses études en France.
Il est arrivé en Albanie en 1936. Après avoir prêté serment devant le roi Zog, il a commencé à travailler à l'école normale d'Elbasan en tant que professeur de français, dont le directeur était Aleksandër Xhuvani. Ensuite, il a été transféré au lycée de Korça en tant que professeur de français dans la période 1936-1938, où à l'époque travaillait le futur chef Enver Hoxha, et avec Sotir Kozmo étaient les seuls professeurs albanais. Après la manifestation du pain tenue à Korça le 28 novembre 1938, il est transféré à l'Institut commercial de Vlora où il enseigne la littérature.
En 1938, il publie le premier recueil de poésie intitulé Confession. Après avoir publié ce recueil, qui ne pouvait même pas être correctement distribué, il a été emprisonné, et la cause était le poème Néron. Après avoir passé 94 jours en prison, il a été acquitté.
Avec 120 étudiants, il décide de lutter contre les troupes italiennes qui débarquent le 7 avril 1939 avec Hysni Lepenica, Skënder Muço et les villageois de Sevaster, Tragjas et Lepenica et Kuçi dirigé par Rrapo Çeloja. Les villageois de Labëria ont réussi à faire tourner les bateaux des Italiens à plusieurs reprises. Avec l'occupation, les écoles sont fermées, Isuf Luzaj participe aux protestations des garçons et des citoyens de Vlonia le 28 novembre 1939 avec le drapeau albanais sans les pancartes du licteur.
Un suspect du meurtre d'un policier italien est emprisonné à Vlora, transféré à Durrës d'où, après quelques mois, il est transféré à Brindisi, en Italie, avec 12 étudiants de l'Institut commercial de Vlora. De là à Gaeta et de là à Ventotene (île). Il y avait rencontré Abaz Ermenji et Llazar Fundon. Il y fut conservé jusqu'en 1942. De là, il s'installe au château de Cortona D'Arezzo à cause de quelques poèmes dédiés à la guerre de Vlora. Là, il entre en contact avec Ali Këlcyra, qui avait formé le Front national, avec Mit'hat Frashëri, Fuad Bej Dibra et Lef Nosi. Ils avaient écrit le Décalogue du Front national dans le château. Il a proposé que le septième point soit inscrit dans le Décalogue : « L'organisation du Front national révélera les vraies valeurs, éduquera les gens sans distinction de confession, de province ou de parti politique ».
Grâce à l'intervention d'Ali Këlcyra auprès du ministre de l'Éducation, Ernest Koliqi est libéré de prison et retourne en Albanie en octobre 1942. Organise des détachements Balli à Dukat. À Selenica, il a commandé la guerre de 13 heures, sortant victorieux du conquérant. En 1943, dans le village de Vajze, il monte dans une voiture blindée italienne où il combat pendant plus d'une heure. Il a rejoint les patriotes du pays et a été un participant actif de la Conférence de Mukje. Participe à la constitution du Parti social-démocrate dans les districts de Shkodër, Tirana et Vlora avec Musine Kokalarin et av. Skender Muço le 12 octobre 1943.
En 1944, le 28 novembre, il fuit l'Albanie, laissant sa femme et ses 5 enfants mineurs à Kania. Le fils aîné n'avait que 7 ans, le deuxième 5, le troisième 3 et les filles 2 et 1 ans. La petite fille est décédée dans le camp de concentration de Fushë Krujë par manque de médicaments antituberculeux, alors que pour les autres, il ne savait même pas s'ils étaient vivants ou même s'ils étaient morts lors des tortures alléchantes des tueurs communistes. Vajti se rend en Italie et y est arrêté, en tant que suspect du meurtre du général Zanini, emprisonné. Il est demandé par le gouvernement communiste d'être rapatrié pour se soumettre au « procès du peuple pour crimes de guerre ». Il travailla pendant plus de 2 ans, sur la recommandation de Sandro Pertini, qu'il avait rencontré à Ventotene, à la Bibliothèque vaticane, lors de sa peine-internement. Après l'amnistie, il a été libéré de prison et a déménagé à Brescia, où il a enseigné le latin dans un séminaire près de la ville. En 1948, il part pour l'Argentine. Il a commencé à travailler au ministère de l'Éducation en tant que traducteur du français, de l'italien, du latin et de l'espagnol. En plus de ce travail, il a également préparé les nouvelles pour la radio Europa e Lire et le journal "Laprensa". Rencontre l'écrivain Jorge Luis Borges. En 1957, il obtient son diplôme de lettres et de philosophie. Cette même année, il commence à travailler à l'Université de Buenos Aires. En 1960, il a été nommé directeur de l'institut français, "La France à l'étranger", qui a été accueilli et visité personnellement par l'ancien président de la France, De Gaule. En 1961-1962, il a été nommé conseiller du ministre de l'Éducation en Argentine, préparant des programmes académiques pour les universités argentines. En 1965, il a reçu une médaille d'or de l'Université de Buenos Aires.
En 1965, des membres du Ball l'appellent en États-Unis, après la mort d'Ali Këlcyra en 1963. Lors du congrès tenu à New York, le président du Front national est élu.
Après s'être installé aux États-Unis, il remporte le concours français et commence à travailler comme professeur de philosophie et de langue française à l'Université du New Hampshire (New Hampshire). En 1966, au ministère de l'Éducation à Washington DC, il a fait l'unification des diplômes qu'il avait reçus en Argentine. Entre 1966 et 1968, il est nommé chef de département à l'Université du New Hampshire. Au cours de l'année universitaire 1968-1969, il a travaillé comme professeur de littérature espagnole et française et directeur général du département de langues étrangères au Barat College-Lake Forest, Illinois. L'année universitaire suivante, 1969-1970, il est nommé professeur de littérature française à St. Joseph College, Indiana, États-Unis. Il travaille comme chaire à l'Université d'Indiana, où il a programmé et dirigé les cours de 59 professeurs de philosophie.
Il a pris sa retraite en 1980, mais est resté actif en tant que chaire de philosophie à l'Illinois State University, où il était nommé depuis 1979. En 1979, il a été nommé titulaire de la chaire de 87 professeurs à l'Université de l'Illinois. Le 29 décembre 1990, il démissionne pour des raisons d'âge et de santé. Le professeur Isuf Luzaj est décédé le 25 novembre 2000 à Chicago et, selon son testament, il a été enterré dans Vlora en Albanie.

## Actes et Points de vue
En 1938, il publie le livre Rrefimet. Pendant cette période, le livre avec les vers lyriques est confisqué et il est condamné à 94 jours de prison. Il coopère avec le magazine « Effort albanais ». En 1946, il termine le livre Idéologie en faillite comme interprétation matérialiste de l'histoire, publié par l'Université grégorienne de Rome. Il était un collaborateur des magazines Mbrojtja Kombëtarë et Besa, qui ont été publiés au (sous contrôle yougoslave) Kosovo. En 1954, la maison d'édition Ultramar publie le roman politique socio-philosophique contre le communisme "Rivières coulent rouges" en espagnol (titre original Los Rios Bajan Rojos ). En 1965, il publie la Méthodologie des études de philosophie qui est utilisée pour les écoles secondaires. Entre les années 1963 et 1990, il a publié des articles dans presque tous les journaux américains sur la philosophie de l'histoire du marxisme en théorie et en pratique. Il a laissé 32 volumes albanais manuscrits. Gloria e çmendje, Tirana 1995 et Adieu aux étoiles, Tirana 2001, ont été publiés.
Il était anticommuniste et cherchait à libérer l'Albanie du système communiste qu'il percevait comme persécutant les nationalistes albanais. De plus, il était nationaliste albanais et irrédentiste. Étant donné sa situation, il a été contraint de quitter l'Albanie pour avoir publiquement soutenu le Balli Kombëtar. Selon lui, les États-Unis étaient un sponsor et un allié pouvant être utilisés pour atteindre cet objectif.

## Lauriers
Isuf Luzaj a reçu le titre de "Professeur émérite" aux USA, une décoration qui porte la mention "Professeur d'Amérique" et qui lui a été remise par le Président Ronald Reagan lui-même, pour avoir enseigné dans des universités américaines : Harvard, Columbia, New Hampshire, Indiana, Illinois, etc. En 1990, l'Université de l'Illinois lui a décerné la médaille "For Outstanding Academic Services." George H. W. Bush, le gouverneur de l'État de l'Illinois et le secrétaire à l'Éducation ont participé à cette cérémonie. En décembre 1990, l'Association des Journalistes d'Amérique lui décerne la "Médaille d'honneur" pour 94 articles publiés dans Épistémologie du Matérialisme Historique.